# ژول کلمن
ژول لسلی کلمن (متولد ۱۹۴۷) یک پژوهشگر حقوق و فلسفهٔ حقوق است. او تا سال ۲۰۱۲ استاد فلسفه حقوق کرسی وسلی نیوکمب هاهفلد بود و سمت استادی فلسفهٔ دانشکدهٔ حقوق دانشگاه ییل را برعهده داشت. او اکنون بازنشسته شده و به تازگی به سمت نایب رئیس بخش برنامه‌ریزی آکادمیک دانشگاه نیویورک منصوب گشته است.
او همچنین عضو هیئت علمی به عنوان استاد فلسفه دانشگاه نیویورک ابوظبی بوده و همچنین وابسته علمی با گروه فلسفه مدرسه هنر تیش نیویورک را حفظ کرده.
قبل از این که پست اداری فعلی را بگیرد به تدریس فلسفه در آریزونا و ویسکانسین میلواکی می‌پرداخت.

## زندگی‌نامه
کلمن کارشناسی هنر خود را در سال ۱۹۶۸ از کالج بروکلین از دانشگاه شهری نیویورک، پی‌اچ‌دی فلسفهٔ خود را در سال ۱۹۷۲ از دانشگاه راکفلر در سال ۱۹۷۲ و ارشد مطالعات حقوقی خود را در سال ۱۹۷۶ از مدرسه حقوق ییل دریافت نموده است. او در ییل به تدریس دروسی از قبیل فلسفه حقوق؛ شبه جرم؛ حقوق، زبان و صدق؛ فلسفه سیاسی؛ و نظریه انتخاب عقلایی پرداخته است. کلمن مدت کوتاهی در دانشکده حقوق دانشگاه کالیفرنیا، برکلی مشغول بود و بعدها دوباره برای تدریس فلسفه در رشته فلسفه حقوق و سیاست گذاری اجتماعی به آنجا بازگشت. در سال ۱۹۸۸، او موفق به دریافت جایزه برجسته فارغ التحصیلان کالج بروکلین شد و به دریافت کمک‌هزینه گوگنهایم نائل آمد. او برای ارائه سخنرانی کلرندن در دانشگاه آکسفورد برگزیده شد.
او در سراسر جهان تدریس و سخنرانی نموده و بسیاری از کتابهای او به زبانهای متعدد ترجمه شده‌است. تحقیقات او در درجه اول بر پرسش‌های اساسی فلسفه حقوق، جایگاه مسئولیت در قانون، اخلاق و نظریه‌های سیاسی متمرکز شده‌است. فهم او در زمینه‌های یاد شده در چندین کنفرانس بین‌المللی ستوده شده‌است. رید فارل کلمن برادر او یک داستان‌نویس مشهور است.

## آثار
ژول کلمن آثار بسیاری در مجلات حقوقی منتشر کرده‌است و نویسنده چندین کتاب می‌باشد. برخی آثار او عبارتند از:
- فلسفه حقوق: درآمدی بر فلسفه حقوق (با همکاری جفری مورفی)، ۱۹۸۴
- بازارها، اخلاقیات و قانون، ۱۹۸۸، انتشارات دانشگاه کمبریج
- خطرات و اشتباهات، ۱۹۹۲، انتشارات دانشگاه کمبریج
- کاربرد اصل: در دفاع از رویکردی پراگماتیست به نظریه حقوقی، ۲۰۰۰، انتشارات دانشگاه آکسفورد
- پی‌نوشت هارت: جستارهایی در باب پی‌نوشت‌های مفهوم قانون، ۲۰۰۱، انتشارات دانشگاه آکسفورد
- سخنرانی‌های کلارندون در باب حقوق، ۲۰۰۱، انتشارات دانشگاه آکسفورد
- هندبوک آکسفورد در زمینه فلسفه حقوق (با همکاری اسکات شاپیرو)، ۲۰۰۲، انتشارات دانشگاه آکسفورد[۴]
- فلسفه و حقوق (با همکاری جوئل فینبرگ)، ۲۰۰۶

## علایق
- کلمن همچنین به دلیل علاقه بیش از اندازه اش به موضوع بهبود کیفیت صدای فایل‌های صوتی قدیمی (آئودیو فیلیا) به عنوان یک «آئودیو فیل» (audiophile) شناخته می‌شود و هر از گاهی مطالبی را در موضوع موسیقی و سیستم‌های صوتی منتشر کرده‌است.
- کلمن به عنوان یکی از مدافعان سرسخت پوزیتیویسم حقوقی شناخته می‌شود.

## نظریات
- قانون مجموعه ای از قوانین است. از مردم میخواهد که به روش خاصی رفتار کنند؛ برخی رفتارها را مجاز می داند و بعضی ها را ممنوع می کند. از این نظر می توان گفت که قانون یک نظم هنجاری را تشکیل می دهد. قانون سعی دارد تا رفتارهای انسان را در چهارچوب برخی هنجارها تنظیم کند. وقتی رفتاری خلاف نظمی است علاوه براینکه سعی در برقراری آن دارد ، با تحریم پاسخ می دهد. یعنی بر خلاف سایر هنجارهای اجتماعی که تنظیم کننده رفتار انسان است ، دولت مجازات های قانونی را اعمال می کند. به عبارت دیگر ، قانون اجباری است؛ افراد را مجبور می کند و در صورت بروز تضاد ، با اعمال مجازات ها پاسخ میدهد. قانون در درجه نخست زمینه ای از تعهدات است. افراد دارای بسیاری از تعهدات مقرر در قانون هستند و این تعهدات افراد را ملزم می کند که به روشی خاص رفتار کنند. بدون شک اشخاص همچنین دارای حقوق خاصی هستند که طبق قانون تعیین می شوند. حتی می توان گفت هر حقی علیه هر تعهدی وجود دارد. از این منظر ، قانون را می توان نظم هنجاری حقوق و تعهدات تعریف کرد.
- یک نگاه دقیق تر به رابطه بین الزام پیروی از قانون و مشروعیت اقتدار سیاسی نشان می دهد که این دو سوال لزوماً نباید جداگانه مورد بررسی قرار گیرند در این زمینه می توان گفت حقوق همیشه ادعای اقتدار را دارد ، خواه در واقع صاحب اختیار باشد یا خیر. در حقیقت ، قانون باید ادعای اقتدار کند ، در غیر این صورت جدا کردن قانون از سایر هنجارها امکان پذیر نیست. به این معنا ، هیچ مشکلی با تعریف سنتی اقتدار وجود ندارد. اقتدار هم حق حاکمیت است ، هم این قوانین را اعمال می کند و هم از افراد می خواهد که از آنها پیروی کنند. این حق همچنین مشروعیت قانون را تضمین می کند.
- در هیچ یک از نظام های حقوقی لازم نیست که هنجاری برای حقوقی دانسته شدن دارای ارزش اخلاقی باشد آنچه کلمن آن را اثبات گرایی منفی می نامد برای مثال نمی توان ارزش اخلاقی هنجار را شرط ضروری حقوقی بودن آن دانست مواردی از قواعد حقوقی را می شناسیم که از لحاظ اخلاقی نکوهیده اند مثلاً قوانینی که از آپارتاید در آفریقای جنوبی حمایت می کردند.
- کلمن استدلال می کند که آنچه او اثبات گرایی منفی می نامد جوهری تز تفکیک پذیری است اثبات گرایی منفی در قالب این ادعا بیان می گردد که هیچ رابطه ضروری بین قانون و اخلاق وجود ندارد این گزاره مانع قاعده شناسایی از ادغام اخلاقیات در نظام حقوقی نیست اثبات گرایی منفی صرفاً مانع داشتن این ادعا است که اخلاقیات ضرورتاً در هرجا و همه نظام های حقوقی ممکن الوجود،باید قانون انگاری شوند.